# Изаньга
Изаньга (мар. Изаҥа) — деревня в Новоторъяльском районе Республики Марий Эл. Входит в состав Масканурского сельского поселения.

## География
Находится в северо-восточной части республики Марий Эл на расстоянии приблизительно 7 км по прямой на север от районного центра посёлка Новый Торъял.

## История
Основана в 1797 году как починок Луэнер. В 1834 году в 5 дворах проживали 45 жителей. В 1870 году в починке Луэнер Изаньга имелись 6 дворов, 73 жителя. В 1884 году в Луэнер (Луэнер Изаньга) в 15 дворах насчитывалось (вместе с Малой Изаньгой), 98 жителей. В 1905 году количество дворов в деревне осталось прежним, жителей стало 100. В 1917 году в Луэнере числилось 18 дворов. В 1939 году здесь насчитывалось 115 жителей. В 1943 году уже в колхозе числилось 60 крестьянских хозяйств и 218 человек. В 1970 году в Большой Изаньге насчитывалось 118 человек. К 1999 году количество дворов стало 30, проживали 102 человека, все мари. В советское время работал колхоз «Луэнер».

## Население
Население составляло 90 человек (мари 100 %) в 2002 году, 86 в 2010.